# Halte Uitwierde
Halte Uitwierde (telegrafische code: uw) is een voormalige spoorweghalte aan de spoorlijn Groningen - Delfzijl, destijds aangelegd door de Staat der Nederlanden. De stopplaats lag ten zuiden van Uitwierde en Biessum, waarbij Biessum dichter bij de halte gelegen was dan Uitwierde. Aan de spoorlijn werd de halte voorafgegaan door station Appingedam en gevolgd door station Delfzijl. Halte Uitwierde werd geopend op 15 juni 1884. Wanneer de halte gesloten is, is niet bekend, maar ze wordt bijvoorbeeld nog wel genoemd op de kadastrale kaart van 1934. Bij de stopplaats was een wachthuis aanwezig met het nummer 36. Tegenwoordig ligt station Delfzijl West iets oostelijker dan de voormalige Halte Uitwierde.
0,0: Groningen ·
Kostverloren ·
3,9: Groningen Noord ·
Adorp ·
10,9: Sauwerd ·
Wolddijk ·
15,1: Bedum ·
18: Middelstum ·
21,9: Stedum ·
25,9: Loppersum ·
Eenum ·
Oosterwijtwerd ·
Tjamsweer ·
33,6: Appingedam ·
36: Uitwierde ·
36,3: Delfzijl West ·
37,9: Delfzijl
Appingedam · 
Bad Nieuweschans ·
Baflo · 
Bedum · 
Delfzijl · 
-West · 
Eemshaven ·
Grijpskerk · 
Groningen · 
-Europapark ·
-Noord ·
Haren · 
Hoogezand-Sappemeer · 
Kropswolde · 
Loppersum · 
Martenshoek · 
Roodeschool · 
Sauwerd · 
Scheemda · 
Stedum · 
Uithuizen · 
Uithuizermeeden · 
Usquert · 
Veendam · 
Warffum · 
Winschoten · 
Winsum · 
Zuidbroek · 
Zuidhorn
Voormalige stations: zie de lijst van voormalige spoorwegstations in Groningen